# Bonnet d'âne
Pour les articles homonymes, voir Bonnet.
Un bonnet d'âne ou bonnet de cancre est un couvre-chef pointu muni ou non de deux appendices censés représenter les oreilles d'un âne. Interdit dans les écoles au XXIe siècle, il sert dès la fin du XVIIe siècle et jusqu'au début du XXe siècle, où son port peut être imposé comme punition par un instituteur à un élève indiscipliné ou présentant de mauvais résultats.

## Origine du bonnet et symbolique de l'âne

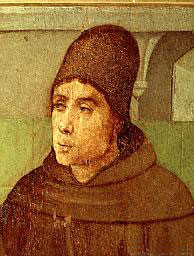
Jean Duns Scot.

Dans son roman de littérature de jeunesse Caius ist ein Dummkopf (1953) – traduit et publié en français par Olivier Séchan (L'Affaire Caïus) en 1955 –, Henry Winterfeld évoque la présence de la phrase Caius asinus est sous forme de graffiti sur un mur à Pompéi. Cette soi-disant découverte, reprise par Gilles Chaillet dans la bande dessinée les Voyages d'Alix, et accréditée en 2007, n'est en réalité qu'une invention romanesque qui n'a jamais été confirmée. Ce n'est qu'au Moyen Âge qu'apparaissent les premières représentations du bonnet d'âne.
Une autre hypothèse fait remonter son apparition au XIIIe siècle en Angleterre, où il aurait été popularisé par le philosophe Jean Duns Scot, porteur d'un bonnet qui, selon lui, facilitait le partage et la propagation des connaissances. Deux siècles plus tard, le nom dunce est donné à un adepte de Duns Scot, une personne engagée dans un pédantisme ridicule ou une personne considérée comme idiote ou imbécile, et ce nom serait à l'origine du terme anglais dunce cap qui désigne le bonnet d'âne ou bonnet de cancre,. Le terme dunce cap apparaît pour la première fois en 1840 sous la plume de Charles Dickens, dans son roman Le Magasin d'antiquités (en anglais The Old Curiosity Shop).
La symbolique de l'âne est ambiguë : il peut représenter le Bien, et ses attributs sont alors l'humilité et la patience, ou le Mal, et ce sont alors les adjectifs têtu, bête et borné qui le caractérisent,. Cette dualité aurait donné lieu à une hypothèse selon laquelle, au XVIIIe siècle, le bonnet d'âne était porté par les élèves pour acquérir l'intelligence de l'âne, avant de devenir un symbole d'infamie,,.
François Guizot rapporte  dans son dictionnaire des synonymes qu'on est âne par disposition d’esprit, et ignorant par défaut d’instruction. Le premier ne sait pas, parce qu’il ne peut apprendre; et le second parce qu’il n’a point appris.[pertinence contestée]

## Description

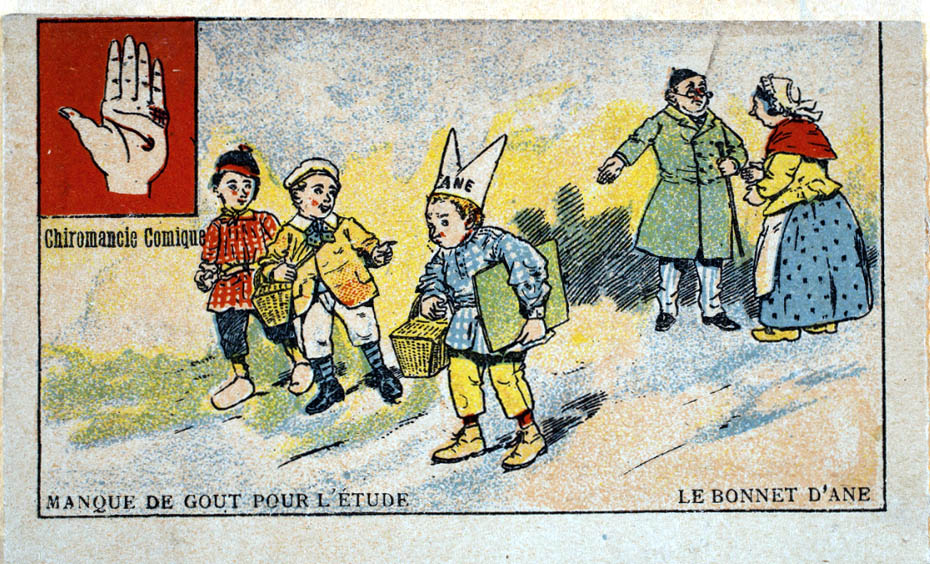
Carte réclame Maison Grondard, le chocolat express : « Manque de goût pour l'étude - Le bonnet d'âne », vers 1910.

De fabrication artisanale, souvent confectionné par le maître lui-même,, en papier, parfois en tissu ou en cuir, le bonnet d'âne est pointu et de forme conique ; dans le monde anglo-saxon, il porte parfois le mot « Dunce » ou seulement l'initiale « D » et peut être pourvu d'un grelot, qui amplifie la punition en contraignant son porteur à rester immobile, sous peine de faire tintinnabuler la clochette. En Europe continentale, il est habituellement orné de deux oreilles rappelant celles d'un âne,. Il est parfois conçu pour tomber sur les yeux et obliger l'élève à regarder vers le sol.
Le port du bonnet d'âne est imposé aux écoliers chahuteurs ou indisciplinés, à ceux qui obtiennent de mauvais résultats ou encore, en France, à ceux qui, en dépit de l'obligation de parler en français, continuent à s'exprimer dans leur langue dite régionale. Il est principalement destiné aux garçons, les filles, réprimandées la plupart du temps pour leurs bavardages, étant affublées d'une langue de bœuf en carton rouge, accrochée dans le dos. La punition est généralement subie debout ou à genoux, tout seul dans un coin de la salle de classe, sur un banc au fond de la classe ou assis sur un âne en bois. En cas de faute grave, l'enfant est même parfois contraint de garder le bonnet toute la journée, durant la récréation ou le repas et même sur le chemin du retour à la maison.

## Histoire

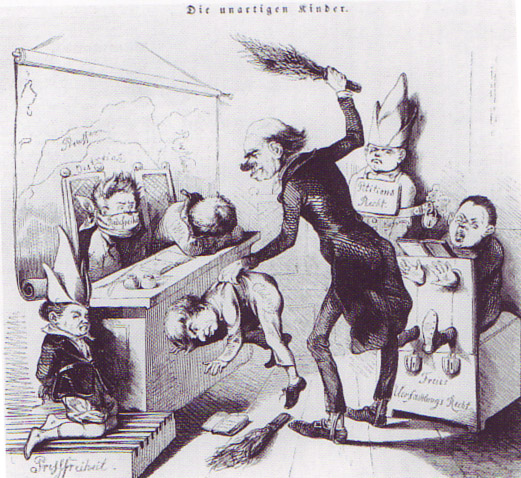
Caricature allemande de 1849 montrant un maître d’école faisant subir à ses élèves diverses formes de punitions.

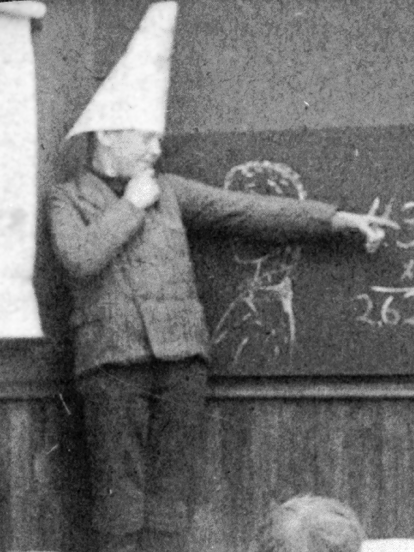
Un élève avec un bonnet d'âne, photo posée, vers 1906.

En France, au XVIIe siècle, Jacques de Batencour préconise d'adoucir les punitions corporelles et de les remplacer par des pratiques moins brutales, comme la place de l'âne et le bonnet d'âne :

« Derrière la porte ou au lieu le plus sordide de l'école, où l'on mettra un petit ratelier avec du foin […], il doit y avoir, attaché au-dessus, un vieux bonnet de carte [carton] avec de grandes oreilles d'âne faites de cartes, qui y seront attachées, qu'il faut mettre sur la tête du paresseux […]. »

— Jacques de Batencour, 1694, L'escole paroissiale, ou la manière de bien instruire les enfants dans les petites escoles.
Les châtiments corporels étant finalement interdits par la loi Guizot de 1833, le ressort de la punition devient moral, et les marques d'infamie, comme le bonnet d'âne, s'y substituent, avant d'être remplacées par les mauvaises notes. Dans les années 1880, des instituteurs, comme Marie-Clémence Fouriaux, s'opposent fermement à son emploi. 
En 1893, l'humiliant bonnet est déjà évoqué au passé : « Autrefois les maîtres d'école punissaient les élèves paresseux en leur mettant sur la tête le bonnet d'Âne, qui faisait partie de tout mobilier scolaire. »
Depuis lors, considéré comme un accessoire de mauvais traitement et disparu des écoles depuis les années 1960 sous la pression des parents indignés, le bonnet d'âne a été banni par l'Éducation nationale et les punitions se sont transformées en travaux et exercices supplémentaires,.
Bien qu'officiellement interdit en Suisse dès 1806, le bonnet d'âne est encore admis dans certaines écoles à la fin du XIXe siècle.
Le bonnet d'âne est encore en usage aux États-Unis à la fin des années 1950, alors que son inefficacité avait déjà été soulignée en 1927,.

## Dans la fiction

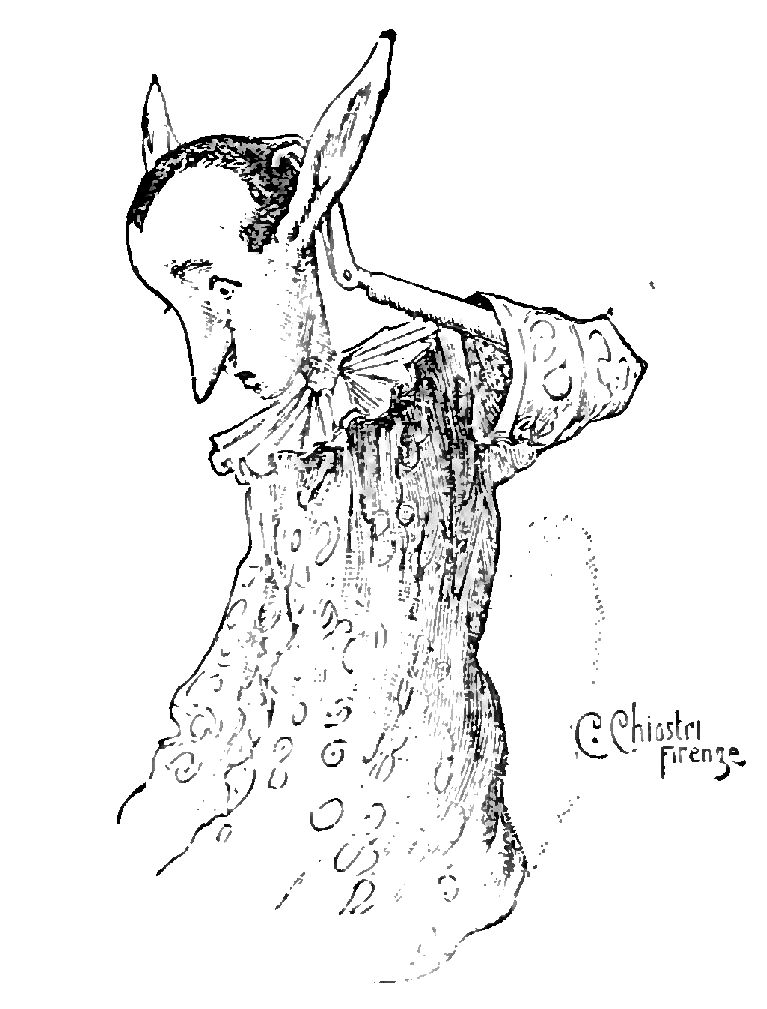
Pinocchio se voit pousser des oreilles d'âne. Dessin de Carlo Chiostri tiré de Le avventure di Pinocchio de Carlo Collodi.

Dans Les Aventures de Pinocchio, roman publié en 1881 par Carlo Collodi, Pinocchio et les enfants dignes du bonnet d'âne voient leur oreilles grandir pour ressembler à celles d'un âne, qu'ils tentent de cacher sous un bonnet, avant de se transformer en vrais ânes qui sont ensuite vendus dans des mines de sel ou des cirques. La scène est figurée dans le dessin animé Pinocchio des studios Disney.
Dans la série de bande dessinée L'Élève Ducobu de Godi et Zidrou, le cancre Ducobu invente sans cesse de nouvelles stratégies pour copier sur sa voisine première de la classe, et ainsi éviter de devoir porter l'humiliant bonnet d'âne qui lui est régulièrement imposé par l'instituteur.
Le jeu vidéo GTA online a sanctionné les tricheurs en plaçant de manière permanente un bonnet d'âne sur la tête de leur avatar.

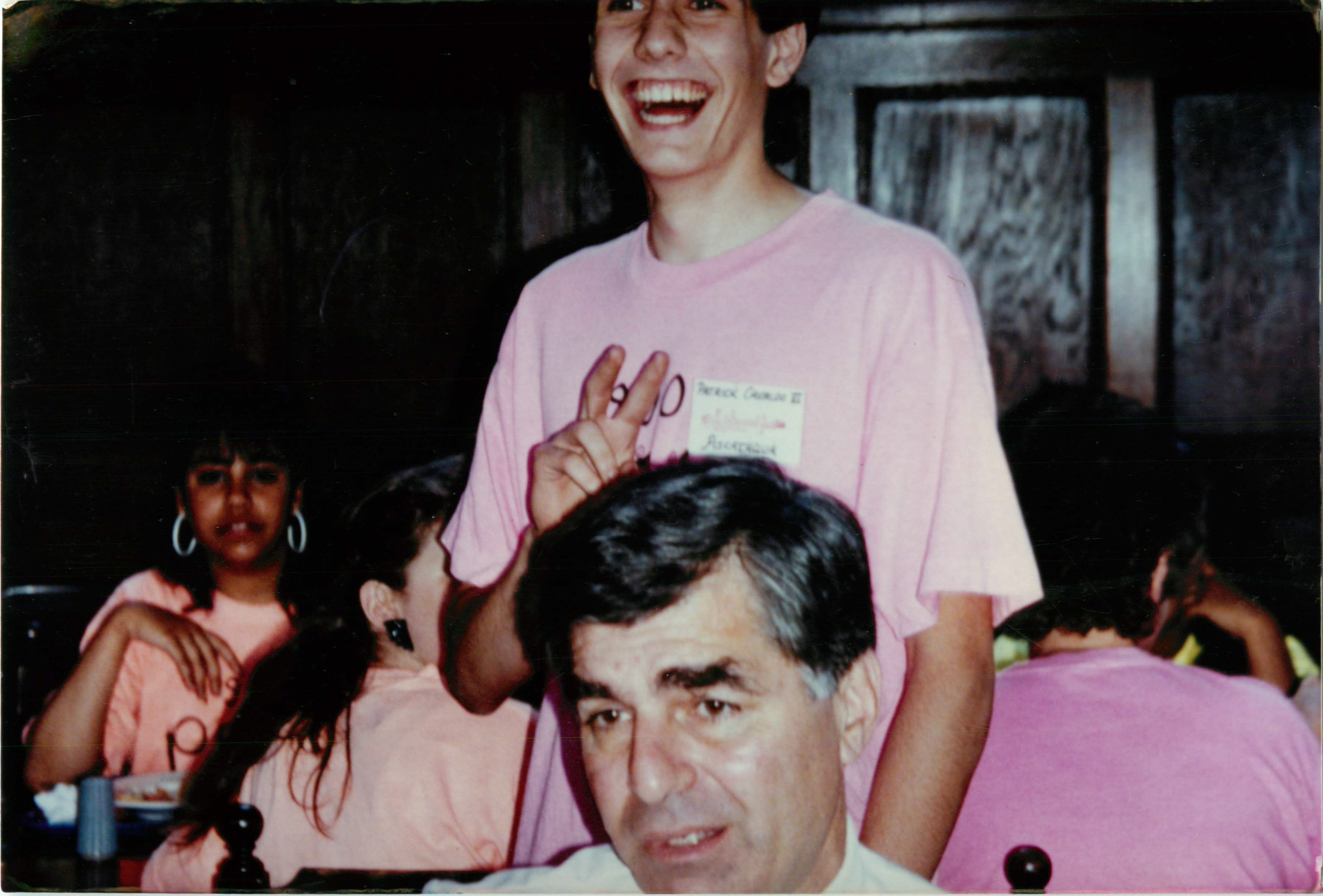
Deux doigts levés symbolisant des oreilles d'âne.

## Gestualité
Faire des oreilles d'âne est un geste de moquerie consistant à relever l'index et le majeur derrière la tête d'une personne pour simuler un bonnet d'âne.

## Voir aussi

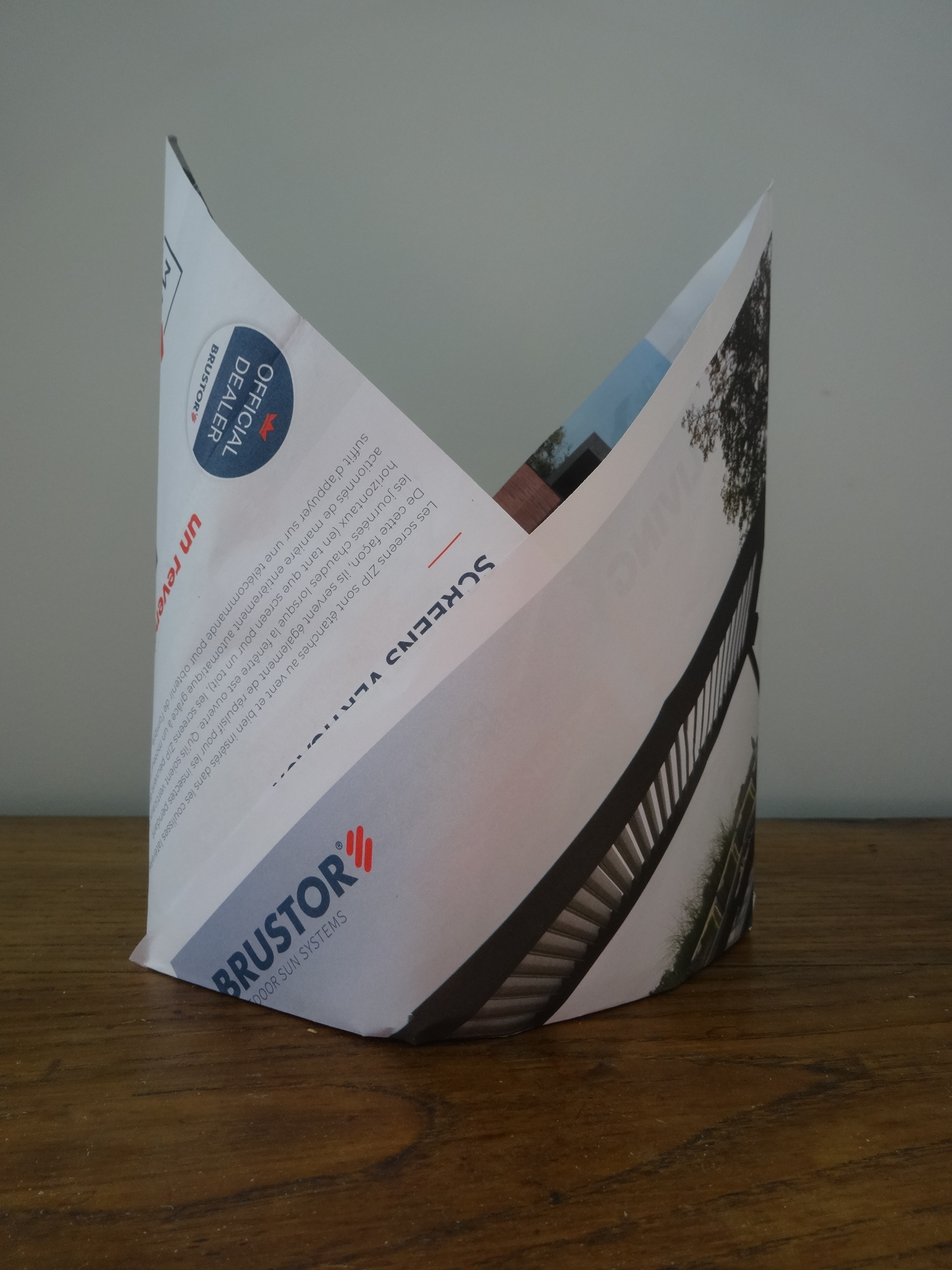
Bonnet d'âne Ducobu en papier.